# Tobel-Tägerschen
Tobel-Tägerschen är en ort och kommun i distriktet Münchwilen i kantonen Thurgau, Schweiz. Kommunen har 1 639 invånare (2023).
Tobel-Tägerschen består av de sammanvuxna orterna Tobel och Tägerschen och byarna Erikon, Karlishub och Thürn.